# Роман в открытом море
«Роман в открытом море» (англ. Romance on the High Seas) — голливудский кинофильм в жанре музыкальной романтической комедии. Производство США, 1948 года, режиссёр Майкл Кёртис.

Дебют певицы Дорис Дэй в художественном кино.
Номинировался на премию Оскар (1948) в двух категориях: «Лучшая песня» («It’s Magic») и «Лучшая музыка и лучшая постановка музыкальных номеров» (Рэй Хендорф).

## Содержание
Обеспеченные молодые супруги Эльвира Кент и Майкл Кент подозревают друг друга в неверности, хотя на самом деле этого нет. На годовщину свадьбы Эльвира заказывает в туристическом агентстве морской круиз — с заплывом судна в Рио-де-Жанейро и Гавану. Когда её муж отказывается от поездки из-за срочной работы (он глава солидной фармацевтической компании), Эльвира решает отправиться в путешествие одна, однако посылает вместо себя певичку Джорджию Гаррет (Дорис Дэй), женщину, которую она повстречала случайно в турагентстве. Это даст ей возможность незаметно последить за мужем и удостовериться, действительно ли он ей изменяет. Тем временем Майкл нанимает частного детектива Питера Вирджила (Джек Карсон) — с тем, чтобы тот последил за его женой в этом самом круизе.
На борту Питер завязывает знакомство с Джорджией Гаррет — думая, что она и есть его «подопечная», Эльвира Кент, и рассматривая это как часть своей работы. Постепенно между ними возникают романтические чувства, что ставит Питера (как он считает) в неловкое положение по отношению к Майклу Кенту, якобы «мужу» Джорджии, для которого он, собственно, работает.
В финале, однако, все недоразумения разрешаются, и фильм заканчивается счастливым воссоединением пар — Эльвиры и Майкла, Джорджии и Питера.

## В ролях
- Дорис Дэй — Джорджия Гаррет, певица в ночном клубе
- Джек Карсон — Питер Вирджил, частный детектив
- Дженис Пейдж — Эльвира Кент
- Дон Дефор — Майкл Кент
- Оскар Левант — Оскар Фаррар
- С.З. Сакалл — Ласло Ласло, дядюшка Эльвиры и босс Майкла
- Лесли Брукс — мисс Медвик, новая секретарша Майкла
- Барбара Бейтс — стюардесса

## Музыкальные номера из фильма
- «Put 'em in a Box…» — Дорис Дэй и трио Page Cavanaugh
- «It’s Magic» — Дорис Дэй
- «It’s You or No One» — Дорис Дэй
- «I’m in Love» — Дорис Дэй
- «The Tourist Trade» — Avon Long
- «Run, Run, Run» — Джек Карсон
- «She’s a Latin from Manhattan» — Дорис Дэй
- «Romance on the High Seas» — Samba Kings